# Dworszowice Pakoszowe
Dworszowice Pakoszowe – wieś sołecka w Polsce położona w województwie łódzkim, w powiecie pajęczańskim, w gminie Sulmierzyce.
Miejscowość leży na obrzeżach gmin: Sulmierzyce, Pajęczno, Strzelce Wielkie i Rząśnia.
Do 1954 r. Dworszowice Pakoszowe leżały na skraju gminy Zamoście w powiecie radomszczańskim woj. łódzkim. W latach 1954–72 były siedzibą gromady Dworszowice Pakoszowe (od 1956 w powiecie pajęczańskim). Od 1973 r. Dworszowice Pakoszowe należą do gminy Sulmierzyce. W latach 1975–1998 wchodziły w skład województwa piotrkowskiego. Od 1999 r. ponownie należą do powiatu pajęczańskiego.
Za czasów okupacji, Dworszowice Pakoszowe przyłączone były do powiatu wieluńskiego.

W miejscowości istnieje kościół św. Andrzeja Boboli (wybudowany w latach 1973–1975), „Dom Strażaka” (oddany do użytku 19 września 2004) oraz szkoła podstawowa.

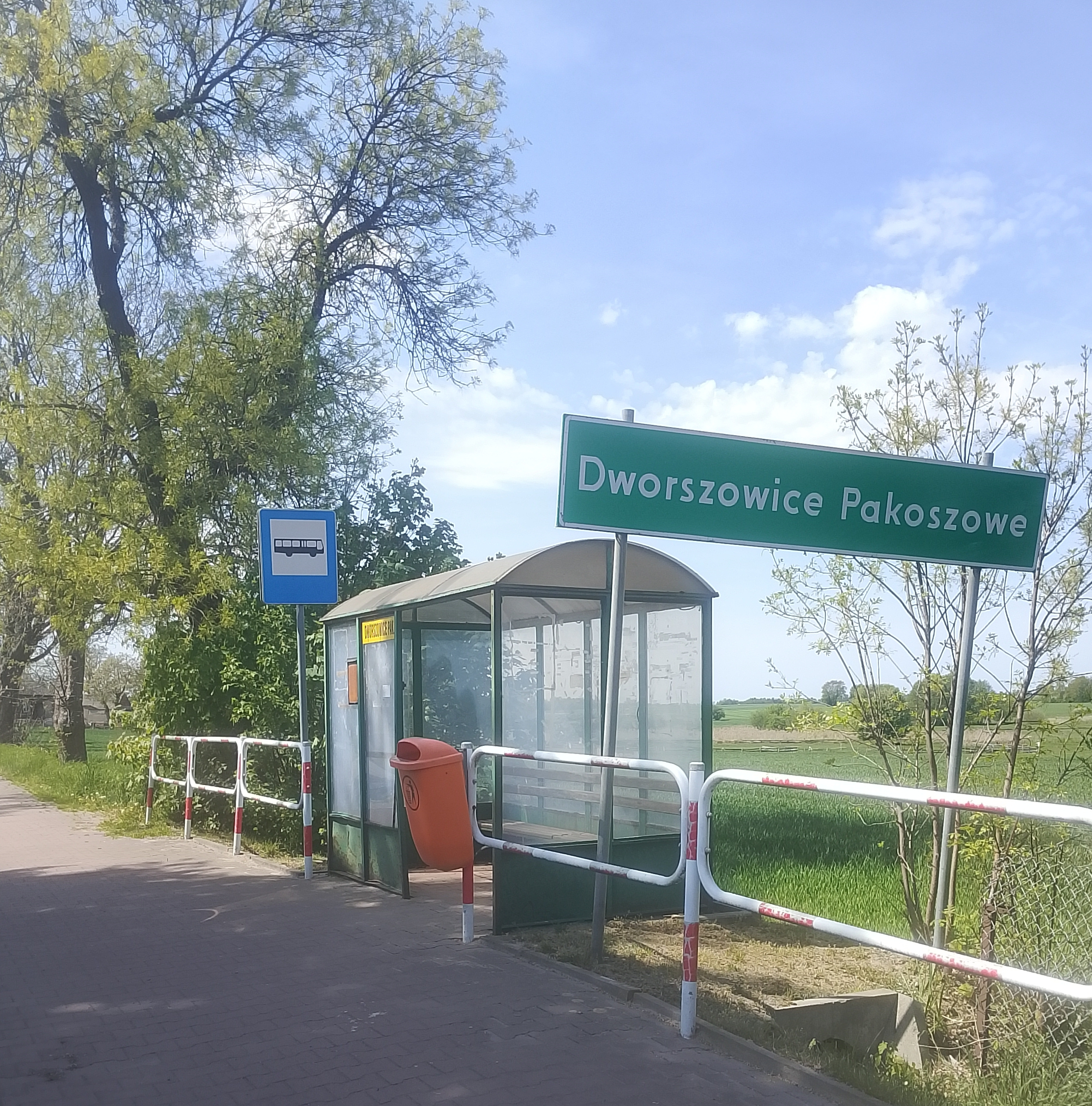
Dworszowice Pakoszowe w 2025 r.
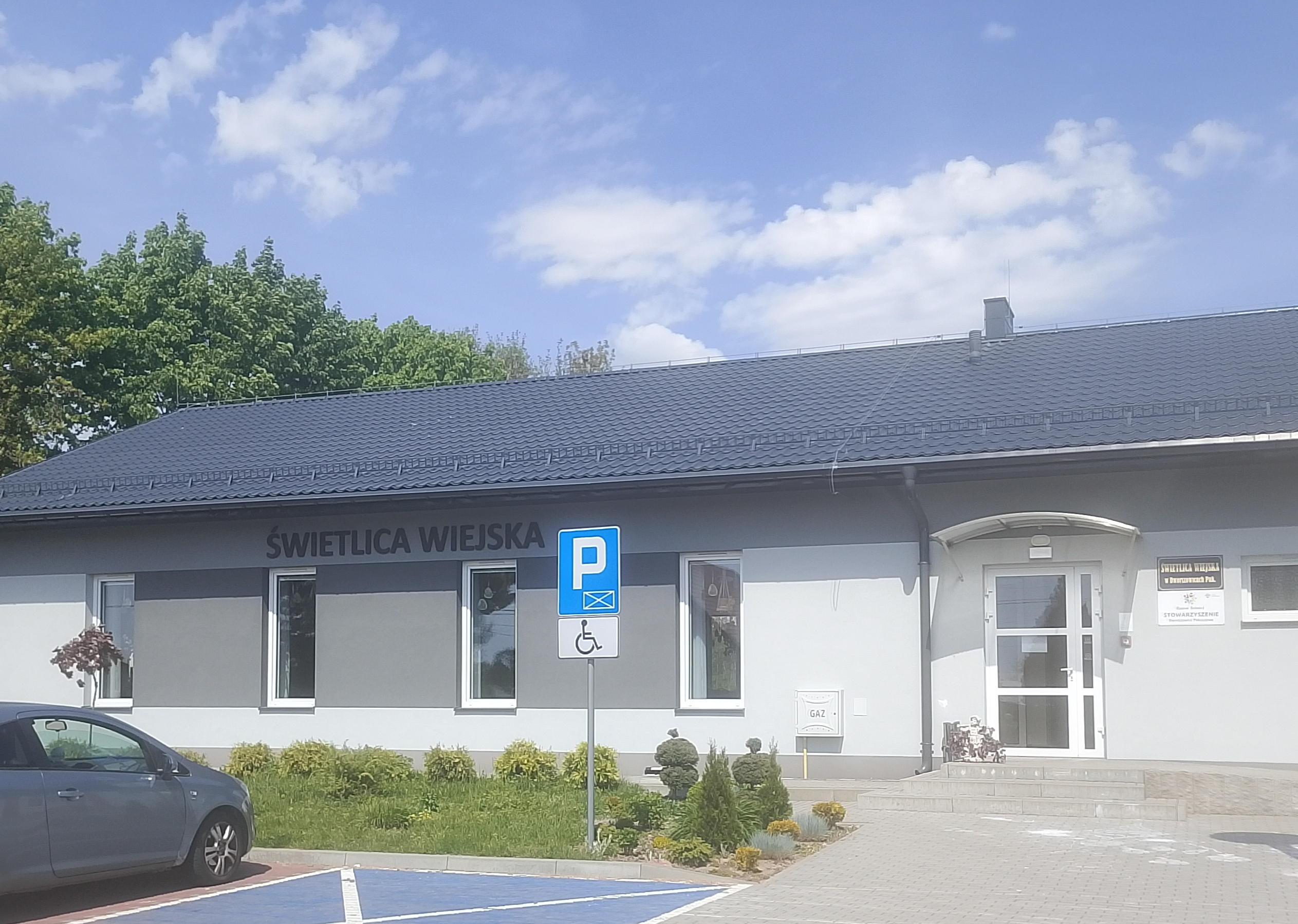
Świetlica wiejska
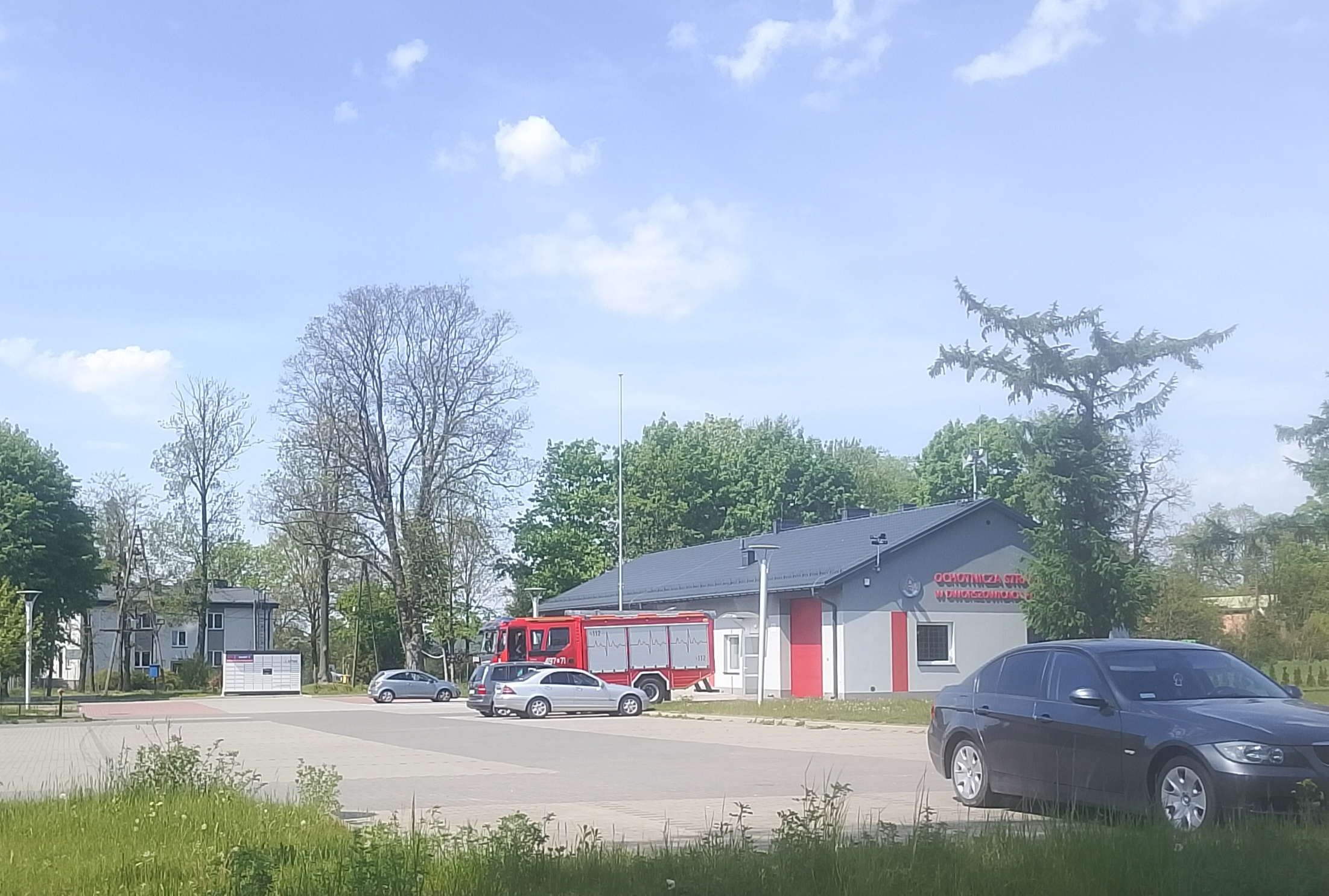
Remiza Ochotniczej Straży Pożarnej
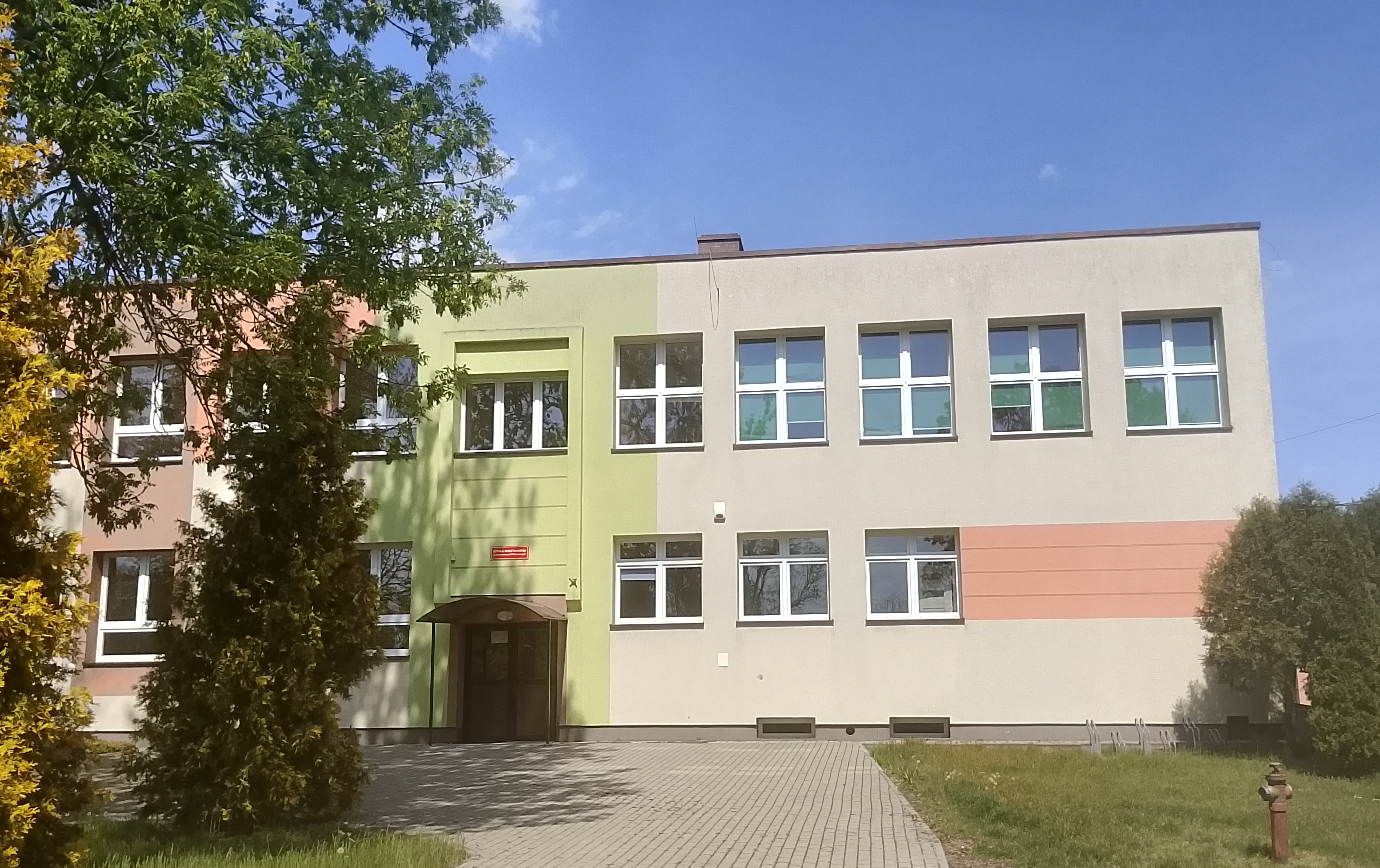
Szkoła Podstawowa w Dworszowicach Pakoszowych

## Historia
Podczas rozbicia Królestwa Polskiego na dzielnice po 1138 r. region Dworszowic Pakoszowych przynależał do Księstwa Łęczyckiego, aż do 1263 r., kiedy księstwo to zostało podzielone przez synów Kazimierza I na Księstwa: Łęczyckie i Sieradzkie. Dworszowice znalazły się w granicach Księstwa Sieradzkiego, a po przekształceniu księstw w województwa w 1339 w województwie sieradzkim i pozostało w nim do 1793 r. W 1555 roku we wsi Dworzisovicze siedzi Adam Dworzisowicz. Pod zaborem rosyjskim leży w granicach gm. Zamość, pow. noworadomski, gubernia początkowo kaliska ostatecznie piotrkowska.
W latach 1954–1972 istniała tutaj Gromadzka Rada Narodowa.

### Historia parafii i kościoła
9 lutego 1953 r. biskup Zdzisław Goliński utworzył tu ekspozyturę, wydzielając jej teren z parafii Pajęczno, Rząśnia, Strzelce Wielkie i Sulmierzyce. Pełnoprawną parafię erygował tenże biskup 4 marca 1957 roku.

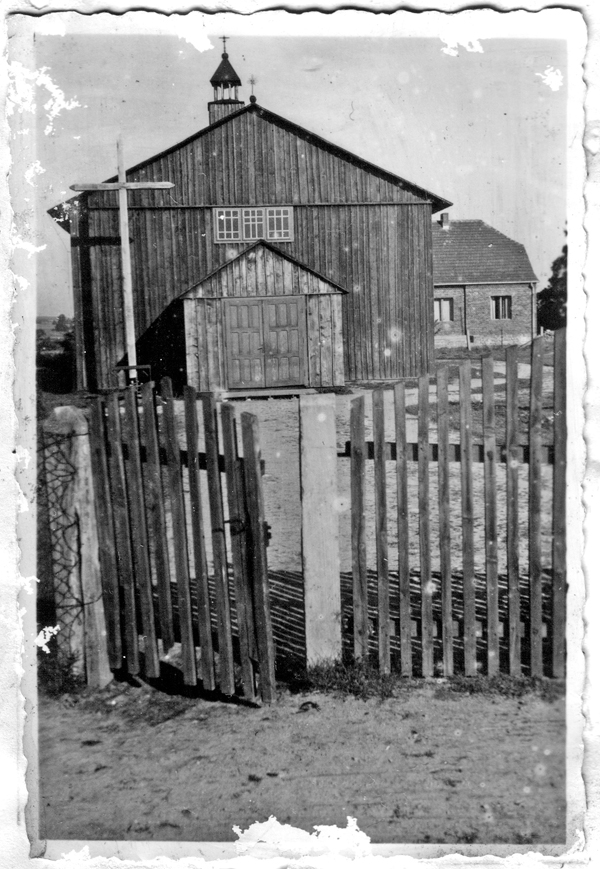
Widok od frontu

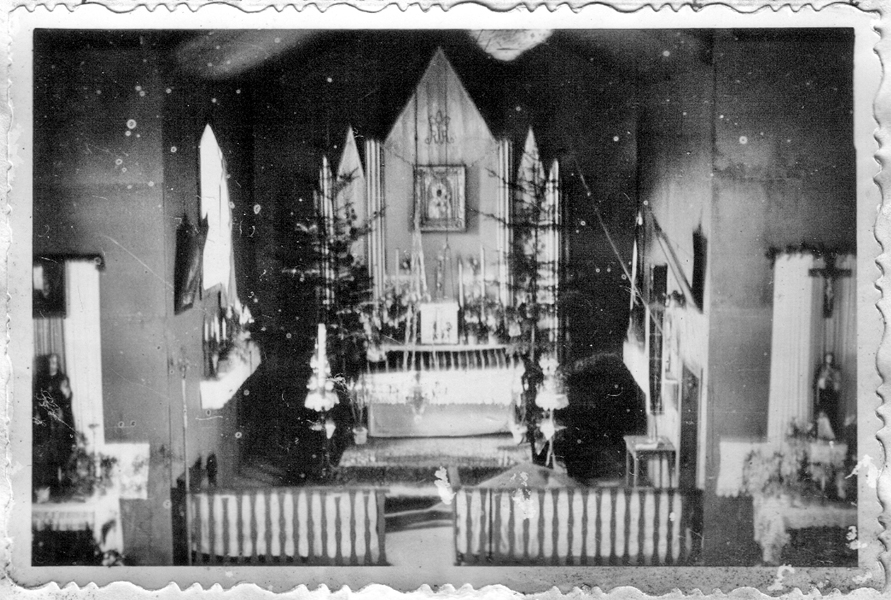
Wnętrze kaplicy

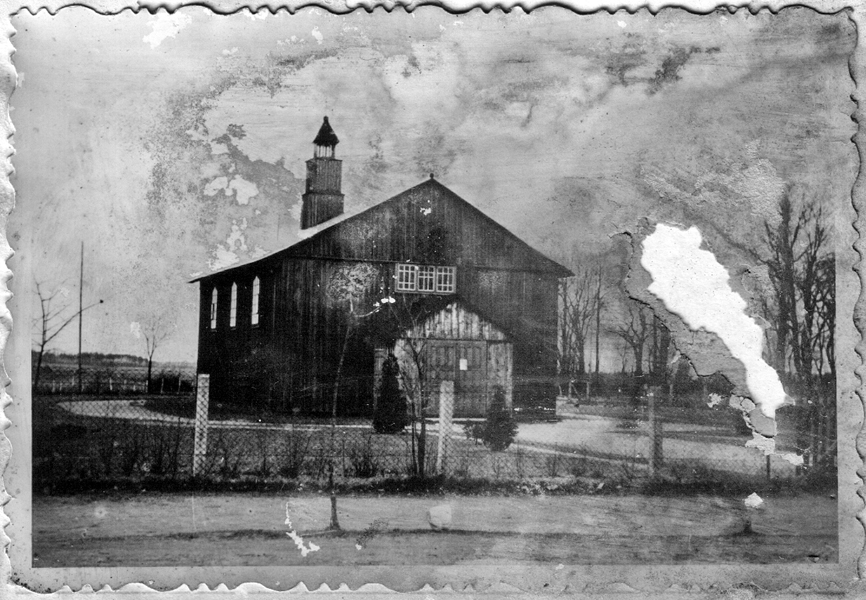
Widok z zewnątrz

Kościół drewniany w Dworszowicach został wybudowany już w 1938 r. i był poświęcony 18 września 1938 r. przez ks. Aurelisza Chwiłowicza, dziekana brzeźnickiego. W czasie okupacji, kościół drewniany zamieniono na spichlerz.
Nowy kościół rozpoczęto budować staraniem ks. Witolda Wilczyńskiego 6 października 1973 r., a ukończono w roku 1975. Staraniem ks. Stanisława Fijołka wybudowano wieżę i zakupiono dzwon. Ks. Franciszek Konopka zakupił ławki. Ks. Tadeusz Jędryczewski umeblował salę parafialną oraz zakupił organy. Kolejny proboszcz ks. Marek Ptak powiększył i ogrodził cmentarz grzebalny ustawiając w nim nowy ołtarz polowy i krzyż. Na cmentarzu wykonano alejki chodnikowe. Przeprowadzono generalny remont plebanii. W kościele wykonano nowe nagłośnienie, oświetlenie, boazerię, stacje Drogi Krzyżowej i ufundowano obrazy – ołtarze: Matki Bożej Anielskiej i św. Andrzeja Boboli, pomalowano wnętrze świątyni. Wykonano nowe ogrodzenie kościoła i plebanii, zmodernizowano plac przed kościołem i budynki plebańskie. Przy kościele zainstalowano nowe oświetlenie. W 1999 r. zakupiono nowy dzwon, zmodernizowano ołtarz i wstawiono nowe szyby do okien w kościele, w Jubileuszowym Roku 2000 otynkowano kościół i zakupiono nowe meble do zakrystii.
Proboszczowie parafii:
- ks. Teodor Wiśniowski (1953-1956)
- ks. Stanisław Piwowarski (1956-1957)
- ks. Józef Czupryński (1957-1965)
- ks. Mirosław Janikowski (1965-1969)
- ks. Witold Wilczyński (1969-1975)
- ks. Stefan Fijołek (1975-1982)
- ks. Franciszek Konopka (1982-1989)
- ks. Tadeusz Jędryczewski (1989-1994)
- ks. Marek Józef Ptak (1994-2001)
- ks. Marian Leon Kozłowski (2001-2014)
- ks. Stanisław Goska (2014-2015)
- ks. Henryk Gorgoń (2015-

W obrębie parafii św. Andrzeja Boboli w Dworszowicach Pakoszowych znajdują się miejscowości: Antonina, Dworszowice Pakoszowe, Gawłów (8 numerów), Ostrołęka, Rekle oraz Skąpa.
W odległości ok. 300 metrów od kościoła znajduje się cmentarz rzymskokatolicki z XX w., wpisany do ewidencji zabytków, podobnie jak sam układ przestrzenny wsi Dworszowice Pakoszowe.

## Przyroda
W okolicach Dworszowic Pakoszowych swoje źródła ma rzeka Nieciecz, lewy dopływ Widawki.
Poza tym na terenie wsi znajdują się dwa naturalnie połączone ze sobą zbiorniki wodne, powstałe poprzez zalanie przez wody deszczowe i gruntowe dawnej kopalni odkrywkowej torfu, której eksploatacja została zakończona w latach 60. XX wieku. Obecnie w wodach tych żyją takie gatunki ryb jak: karaś, okoń, szczupak, sumik karłowaty, lin. Okolice zbiorników zamieszkuje liczna populacja płazów. Spotkać można też kilka chronionych gatunków gadów m.in. padalca pospolitego czy też żółwia błotnego.
Rzeźba terenu jest dość urozmaicona, z dostrzegalnymi formami polodowcowymi: liczne głazy narzutowe, wzniesienia ukształtowane przez morenę czołową lodowca (maksymalne w południowo-zachodniej części osiąga 237 m n.p.m., ok. 20 m wysokości wzgl.).
Pozostałością po działalności lodowca na terenie Dworszowic jest także znaczny udział w profilu glebowym skał sypkich, takich jak: żwiry i piaski.
Większą część miejscowość zajmują tereny uprawne, w równym stopniu są to grunty orne i pastwiska. Jedynie północno-zachodnia cześć wioski zajmują pokaźne obszary torfowisk niskich, bogato porośnięte roślinnością szuwarową: trzciną, pałką wodną oraz wierzbą.

## Inne miejscowości o nazwieDworszowice
- Dworszowice Kościelne
- Dworszowice Kościelne-Kolonia